# شون بول لوكهارت
شون بول لوكهارت (بالإنجليزية: Sean Paul Lockhart)‏ (ولد في 31 أكتوبر 1986) هو ممثل ومخرج الفيلم الأمريكي، ميلك (2008)، ويوداس كيس (2011)، وتربل كروسد (2013).
بدأ لوكهارت مسيرته كممثل فيلم إباحي مثلي الجنس في فلم المافيا 1 و 2 (2006) وأفضل قلب روماني (2008)، حيث استخدم اسم فوكس رايدر . في عام 2010، ترك المواد الإباحية للتركيز بشكل حصري تقريبًا على الأفلام ذات الموضوعات المثلية والأفلام المستقلة، مثل Judas Kiss و Sister Mary و Gay Gay Sequel: Gays Gone Wild! أهلا وسهلا بك إلى نيويورك وغيرها.
في عام 2011، قام ببطولة فيلم الرعب الكوميدي Chillerama ، من إخراج تيم سوليفان، وفي ريكي في الجزء الموسيقي «كنت مراهقًا». في عام 2011، حصل على جائزة النجم الصاعد في مهرجان فيلادلفيا QFest .
في عام 2012، أعلن عن مشاركته في إنتاج فيلم مستقل بعنوان الحقيقة ، من إخراج روب موريتي وبطولة لوكهارت وموريتي. في عام 2013، أخرج فيلم الإثارة الغامض الثلاثي . عاد إلى المواد الإباحية للمثليين في عام 2016 مع Falcon Studios.

## حياته الشخصية
ولد شون بول لوكهارت في 31 أكتوبر 1986، في لويستون ، أيداهو. في مقابلة على موقع يوتيوب بعنوان "Sean Paul Lockhart In-Depth Interview By Jeff 4 Justice"، تم تحميله في عام 2012، وصف لوكهارت حياته المبكرة. هو واحد من أربعة أشقاء. لديه أخ أكبر وأخ وأخت أصغر. نشأ هو وأشقائه في ضاحية ميل كريك، بالقرب من سياتل ، واشنطن، مع زوج أمهم. تطلقت والدته وزوجها عندما كان عمره من 8 إلى 9 سنوات، وبعد ذلك انهارت الأسرة. 
أمضى بعض الوقت في رعاية أخيه وأخته الأصغر حتى عودته إلى منزل والدته في سان دييغو ، كاليفورنيا، في يوليو 2003، في فترة كان يتصالح فيها مع حياته الجنسية. أثناء وجوده في منزل والدته، عندما كان عمره 16 عامًا، قضى عطلات نهاية الأسبوع في لوس أنجلوس مع صديقه الأول، الذي كان أكبر من لوكهارت.   
قدم صديقه الأول عرضا لصناعة المواد الإباحية للمثليين في وقت شعر فيه لوكهارت أنه ليس لديه مال ولا آفاق. رتب له صديقه لإجراء الاختبار من غرفة نومه الخاصة عبر كاميرا الويب.
وافق لوكهارت على الأداء في مشاهد جنسية تم تصويرها مع كوسس في ستة «مشاهد ممارسة» ومشهد فيديو واحد «بدون ممارسة». تم تطوير علاقة جنسية بين لوكهارت وكوسس عندما كان لوكهارت في سن أقل من 18 عامًا حيث بدأت علاقتهما، وانتهت قبل عيد ميلاده الثامن عشر.  

## روابط خارجية
- شون بول لوكهارت على موقع IMDb (الإنجليزية)
- شون بول لوكهارت على موقع ألو سيني (الفرنسية)
- شون بول لوكهارت على موقع أول موفي (الإنجليزية)
- شون بول لوكهارت على موقع قاعدة بيانات الفيلم (الإنجليزية)
- شون بول لوكهارت على موقع كينوبويسك (الروسية)